# Forat Negre (Senyús)
El Forat Negre és un paratge del terme municipal de Conca de Dalt, al Pallars Jussà, en el territori de l'antic terme d'Hortoneda de la Conca, dins del territori de l'antic poble de Senyús.
Està situat a la dreta de la llau de Pedra Ficada, al nord de la Solana de Pedraficada i al sud-oest del Coll de Pedraficada i de l'Ereta de Baix, a ponent del Pletiu del Duc.